# Сутність
Су́тність (есенція) (дав.-гр. οὐσία, ὑπόστᾰσις; лат. essentia, substantia) — філософська категорія, що виражає головне, основне, визначальне в предметі, таке що зумовлене глибинними, необхідними, внутрішніми зв'язками й тенденціями розвитку і пізнається на рівні теоретичного мислення.

## Тлумачення
Категорія «сутність» нерозривно пов'язана із категорією «явище». Проте єдність сутності та явища не означає їхнього збігу. Це єдність відмінного: сутність завжди прихована за явищами. Сутність завжди виступає як внутрішній зміст явищ, прихований від безпосереднього сприйняття.
Агностицизм розриває діалектичний зв'язок сутності і явища, розглядає сутність як непізнаванну «річ у собі», що не розкриває себе в явищах.
Ідеалісти наділяють сутність речей духовним, ідеальним змістом, вважаючи його первинним щодо матеріальної речі.
Наївний реалізм ототожнює сутність і явище, вважає, що речі по суті є такими, якими даються пізнанню в явищах.
Діалектичний матеріалізм розглядає сутність і явище у діалектичній єдності, як щаблі руху пізнання. Явище виражає якусь сторону сутності, сутність завжди проявляється в конкретних предметах або процесах.
Сутність може змінюватися, розвиватися відповідно до загальних законів розвитку матеріального світу.
За  Е. Корет, сутність — внутрішньо конститутивний принцип кінцевого, через обмеження і виділення його з інших змістів буття що конструюють його визначеність. На відміну від буття (яке є принцип позитивності) — сутність є принцип негативний, принцип обмеження: через відносне заперечення інших змістів буття сутність, з одного боку, негативним чином обмежує, виділяє дане кінцеве суще з інших; а з іншого боку, завдяки певному характеру кожного заперечення, позитивним чином надає даному кінцевому сущого визначеність змісту, смисловий образ даного кінцевого сущого. Завдяки негативності обмеження сутність здійснює позитивність сутнісних і смислових образів кінцевих речей. З сутністю виникає конкретна визначеність сущого. Завдяки своїй суті кінцеве суще виділяється як відносне з абсолютного, як кінцеве з нескінченного буття. В метафізиці сутність розуміється як що не належить ні буття, ні НЕ-буття, як «щось середнє між ними»: як потенція, можливість буття по відношенню до дійсності буття. Говорячи простою мовою, сутністю називається те, завдяки чому щось є то, що воно є.
В логіці сутність — це невід'ємне якість, без якого предмет неможливо мислити. Сутність предмета виражається в його визначенні.
У просторіччі синонімами слова сутність часто є слова «суть», «ідея», «призначення», «функція».
Сутність виявляється відповіддю на питання: «Що є суще?», яке слід відрізняти від питання про буття: «Чи є?» («Чи існує?»).

## Сутність і субстанція
У розвитку думки про буття категорія сутності передує категорії субстанції, як припускає меншу виразність розмежовує, розумової діяльності. Потім, з виробленням думки про субстанції сутність ототожнюється з її атрибутами. Що стосується ставлення суті до акцідент у і  модусу, то в одному сенсі вона їх виключає, в іншому — ототожнюється з ними. Як постійний предикат субстанції, сутність її не їсти ні акцідент, ні модус; але і акцідент, і модус як такі мають свою сутність, тобто свої постійні предикати.
Ставлення сутності предмета до його  субстанції є відношення постійних предикатів до постійного ж суб'єкту і що, таким чином, по відношенню до субстанції поняття сутності збігається з поняттям атрибутів. Але ставленням до поняття субстанції не з'ясовувати у всій повноті сенс поняття сутності. Постійні предикати предмета можуть існувати при різного ступеня визначеності і сталості його суб'єкта, і тому сутність не завжди співвідносна субстанції.
Предмету може бути приписаний статус невизначенності, що не зводиться до виразності думки буття — і такий невизначений і невиразний суб'єкт може, тим не менш, мати постійні властивості, складові його сутності. З іншого боку, предмет може свідомо мати для думки лише умовні сталість і самостійність, тобто субстанціальність його може зарепечуватися і, тим не менше, йому можна приписувати постійну природу або сутність. Це останнє міркування вказує на неправильність, що дуже часто зустрічається в філософії протиставлення між сутністю і явищем.[джерело?]

## Сутність і явище
Явище є все те, чого належить не буття в точному значенні цього слова, але існування, тобто буття обумовлене, залежне. Не маючи, таким чином, саме в собі субстанції, явище, однак, також має свою сутність, тобто постійні предикати. Отже, протиставлення існує не між явищем і сутністю, а між явищем і тим сущим, яке служить першоджерелом явища, або, мабуть, між сутністю явища і сутністю цього сущого. Ця особливість поняття сутності може бути коротко виражена так, що для сутності, як постійного предиката, необхідний суб'єкт логічний, але немає необхідності в суб'єкті дійсному.
В  діалектичному матеріалізмі сутність і явище є однією з «діалектичних пар» категорій.

## Історія терміна
Історія поняття сутності починається з трактатів  Аристотеля, де він визначає перше (формальне) початок руху як «те, що». Середньовічні послідовники Аристотеля (Фома Аквінський) ототожнили це початок з формою (як протилежністю матерії) і сутністю (як протилежністю існування). Сутність (поряд з існуванням) стала підрозділом буття.
Перші, визначаючи субстанцію відомими атрибутами, природно знаходили їх в таких властивостях речей, які(властивості) представлялися їм необхідно-сущими, тобто поняття про які, з їх точки зору, передбачало буття. Перше положення «Етики»  Спінози в самопрічіне суті передбачає існування, тобто природа сутності може бути осягнута лише як існуюча. Таким чином виходить, що істота речей створює їх субстанциальность, тобто що ми повинні визнавати субстанціальне буття за такими властивостями, з поняттями яких воно випливає з необхідністю (інакше — протилежне яким неможливо). Це, так би мовити, матеріальне, тобто засноване на вивченні властивостей речей, встановлення їх буття становить переконання і емпіризм. Баумгартен визначає сутність як внутрішню можливість.
Для  Іммануїла Канта буття є не ознака речі, а її положення, (річ суща має ті ж ознаки, що і не суща), і тому від мислимих ознак речі не можна укладати до її буття: тим самим відкидається догматизм. Разом з тим відкидається і емпіризм, оскільки (дослідне) буття речей є категорія розуму, а не безпосереднє навіювання почуттів; отже, один чуттєвий значок сам по собі ще не тотожний буття і тим більше субстанції (права якої у дослідній області Кант також відновляє). Таким чином, можливість перетворення суті в субстанцію або взагалі властивості в суще раз назавжди припиняється.
 Артур Шопенгауер в дусі Канта визнає неможливим будь-який висновок від сутності для існування, хоча, з іншого боку, стверджує, що існування без суті є пусте слово.
У Гербарт а і Гегеля вплив виробленої Кантом реформи проявляється в тому, що на противагу кантівської  філософії, що містила від сутності до сущого, вони прагнуть сутність, як і субстанцію, вивести з поняття буття. З визначення буття як простого положення у Гербарта слід ряд висновків і про якість (природі) сущого.
У  Гегеля категорія «сутність» становить зміст другої книги «Логіки» і сутність визначається як підстава або самозаглиблення буття, що досягається його ж власним розвитком.

## Екзистенціалізм
В екзистенціалізмі Сартра прийнято протиставляти сутність екзистенції, причому під сутністю розуміється «початок». Екзистенціалізм був вигаданий завдяки твердженню Жана-Поля Сартра, що для людини «існування передує сутності». Через те, що «сутність» — наріжний камінь усієї метафізичної філософії і Раціоналізму, твердження Сартра було запереченням та відмовою від філософської системи, яка існувала до нього. Замість того, щоб «буття» породжувало «дійсність», він стверджував, що буття і дійсність стояли на першому місці, а сутність була отримана пізніше. Для К'єркегора, це фізична особа, що є вищою моральною сутністю і особистими, суб'єктивними аспектами людського життя, які є найбільш важливими, крім того, для К'єркегора все це мало релігійні наслідки.

## У метафізиці (філософії)
«Сутність» у філософії часто є синонімом душі, а деякі екзистенціалісти стверджують, що всі індивідууми отримують свої душу і дух після свого існування, що вони розвивають свої душу і дух протягом усього свого життя. Проте, К'єркегор робив акцент на сутності, як на «характері» людини. Для нього не існувало такого поняття, як «природа людини», яке визначає, як людина буде вести себе або «чим вона буде». Спочатку він або вона існує і тільки потім отримує характерні риси, характер. Більш матеріалістичний і скептичний екзистенціалізм Жана-Поля Сартра сприяв цій екзистенційній доктрині шляхом категоричної відмови від метафізичної сутності, відсутністю душі, замість того, щоб сперечатися з існуванням, як з сутністю. Таким чином, в екзистенціалістському дискурсі сутність може стосуватися фізичного аспекту або атрибуту триваючого буття людини (характеру або певних внутрішніх цілей), або до нескінченного розвитку «чогось» (що може бути втраченим, може атрофуватися, або може перерости в рівній частині в «кінець»), в залежності від типу екзистенціалістського дискурсу.

## Есенціалізм марксизму
Карл Маркс був послідовником думок Гегеля і теж вигадав філософію спираючись на міркування та думки свого «вчителя». У своїх ранніх роботах Маркс використав стиль арістотелевської телеології і вивів концепцію сутності людства. Економічно-філософські рукописи з 1844 року Маркса описують теорію відчуження, засновану на людському існуванні абсолютно відрізняючись від людської сутності. Маркс стверджував, що людська природа соціальна, і людство має виразну сутність вільної діяльності і свідомого мислення.
Деякі вчені, такі як Філіп Кейн, стверджували, що Маркс відмовився від ідеї людської сутності, але багато інших вчених продовжило вивчення цих ідей, незважаючи на занепад термінів сутність та відчуження у його пізніх роботах.

## Індуїзм
У розумінні будь-якої індивідуальної особистості, проводиться відмінність між свадхармою (сутністю) і свабхавою (ментальних звичок і умовностей его особистості). Свабхава — природа людини, яка є результатом його або її самскари (враження, створені через взаємодію розуму із зовнішнім світом). Ці самскари створюють звички і ментальні моделі, і ті стають нашою природою. Хоча є ще один вид — свабхава, що є чисто внутрішньою якістю — смарана — ми тут фокусуємося тільки на свабхава, що був створений за рахунок самскари. Дхарма — це те, що дає цілісність суті і тримає якість ядра і ідентичність (сутність), форму і функції цього об'єкта. Дхарма також визначається як праведність і обов'язок.